# Nicola Monti
Nicola Monti (Milà (Llombardia), 21 de novembre, 1920 - Fidenza (Emília-Romanya), 1 de març, 1993), va ser un tenor italià.

## Biografia
Va estudiar cant de petit, va debutar en concert a Florència el 1941 i cant el mateix any a Rigoletto a Càller.
A causa de l'esclat de la Segona Guerra Mundial es va veure obligat a interrompre la seva carrera, reprendre els seus estudis de cant l'any 1950 a l'"Accademia del Teatro alla Scala" i debutant de nou l'any següent al Teatre San Carlo de Nàpols com Elvino a La sonnambula. que es convertirà en el seu paper preferit.
Des d'aleshores va cantar a tots els principals teatres italians, inclosa La Scala en diverses ocasions, i en nombrosos teatres estrangers (Wexford, París, Brussel·les, Amsterdam, San Francisco, Leningrad).
Dotat d'una veu clara i delicada, de volum limitat però estès, homogeni, flexible i recolzat en una bona preparació tècnica, aborda un repertori líric lleuger dels segles XVIII i XIX que s'adapta molt a les seves qualitats vocals, imposant ell mateix tant en papers d'humoristes com en parts elegíaques, incloent en particular, com s'ha dit, el personatge d'Elvino, confiat dues vegades a l'àlbum.
Està enterrat a Milà al cementiri de Bruzzano.

## Repertori
| Rol              | Títol                       | Autor        |
| ---------------- | --------------------------- | ------------ |
| Elvino           | La sonnambula               | Bellini      |
| Don Carlo        | L'osteria portoghese        | Cherubini    |
| Paolino          | Il matrimonio segreto       | Cimarosa     |
| Nemorino         | L'elisir d'amore            | Donizetti    |
| Ernesto          | Don Pasquale                | Donizetti    |
| Oronte           | Alcina                      | Händel       |
| Beppe            | Pagliacci                   | Leoncavallo  |
| Agenore          | Il re pastore               | Mozart       |
| Don Ottavio      | Don Giovanni                | Mozart       |
| Conte d'Almaviva | El barber de Sevilla        | Paisiello    |
| Eclettico        | Il mondo della luna         | Paisiello    |
| Edoardo Milfort  | La cambiale di matrimonio   | Rossini      |
| Lindoro          | L'italiana in Algeri        | Rossini      |
| Conte d'Almaviva | El barber de Sevilla        | Rossini      |
| Don Ramiro       | La Cenerentola              | Rossini      |
| Conte Ory        | Le Comte Ory                | Rossini      |
| Lui              | La notte di un nevrastenico | Rota         |
| Duca di Mantova  | Rigoletto                   | Verdi        |
| Cassio           | Otello                      | Verdi        |
| Fenton           | Falstaff                    | Verdi        |
| Filipeto         | I quatro rusteghi           | Wolf-Ferrari |

## Discografia
- Paisiello: Il barbiere di Siviglia, amb Renato Capecchi, Rolando Panerai, Graziella Sciutti, Mario Petri - dir. Renato Fasano - 1959 Ricordi
- Mozart: Il re pastore, amb Luigi Alva, Reri Grist, Lucia Popp - dir. Denis Vaughan - 1967 RCA
- Rossini: 
  - Il barbiere di Siviglia, amb Gino Bechi, Victoria de los Ángeles, Nicola Rossi-Lemeni, Melchiorre Luise - dir. Tullio Serafin - 1952 EMI
  - La cambiale di matrimonio, amb Renata Scotto, Giovanna Fioroni, Renato Capecchi, Mario Petri - dir. Renato Fasano - 1959 Ricordi
  - Il barbiere di Siviglia, amb Renato Capecchi, Gianna D'Angelo, Giorgio Tadeo, Carlo Cava, dir. Bruno Bartoletti - DG 1960
- Bellini:
  - La sonnambula, amb Margherita Carosio, Marco Stefanoni, Anna Di Stasio - dir. Gianandrea Gavazzeni - dal vivo Napoli 1951 ed. Encore
  - La sonnambula, amb Maria Callas, Nicola Zaccaria, Edith Martelli, Fiorenza Cossotto - dir. Antonino Votto - dal vivo Edimburg 1957 ed. Paragon/Eklipse
  - La sonnambula, amb Maria Callas, Nicola Zaccaria, Mariella Angioletti, Fiorenza Cossotto - dir. Antonino Votto - dal vivo Colònia (Alemanya) 1957 ed. Legato/Myto/EMI
  - La sonnambula, amb Maria Callas, Nicola Zaccaria, Eugenia Ratti, Fiorenza Cossotto - dir. Antonino Votto - 1957 Columbia/EMI
  - La sonnambula, amb Joan Sutherland, Fernando Corena, Margreta Elkins, Sylvia Sthalman – dir. Richard Bonynge - 1962 Decca
- Donizetti: L'elisir d'amore, amb Margherita Carosio, Melchiorre Luise, Tito Gobbi - dir. Gabriele Santini - 1952 HMV
- Verdi: Falstaff, amb Giuseppe Taddei, Anna Maria Rovere, Oralia Domínguez, Aldo Protti, Rosanna Carteri - dir. Mario Rossi - dal vivo RAI 1953 ed. GOP
- Leoncavallo: Pagliacci (Beppe), amb Giuseppe Di Stefano, Maria Callas, Tito Gobbi, Rolando Panerai - dir. Tullio Serafin - 1954 Columbia/EMI

## Video
- Rossini: Il barbiere di Siviglia, amb Rolando Panerai, Antonietta Pastori, Franco Calabrese, Marcello Cortis - dir. Carlo Maria Giulini - RAI 1954 ed. Bel Canto Society